# Alexandre Mnouchkine
Alexandre Alexandrovich Mnouchkine (10 de febrero de 1908 – 3 de abril de 1993) fue un productor cinematográfico de nacionalidad francesa.

## Biografía
Nacido en San Petersburgo, Rusia, se trasladó a vivir a París, Francia, en 1925. Tras sus inicios cinematográficos en 1932, creó Ariane Films en 1945. 

## Filmografía
Produjo un total de unos 50 filmes, destacando de entre ellos los siguientes:
- El águila de dos cabezas, de Jean Cocteau (1948)
- Fanfan la Tulipe, de Christian-Jaque (1952)
- Les Gauloises bleues, de Michel Cournot (1968)
- Arresto preventivo, de Claude Miller (1981)
- El nombre de la rosa, de Jean-Jacques Annaud (1986)
- 6 películas dirigidas por Claude Lelouch
- 10 dirigidas por Philippe de Broca, entre ellas L'Homme de Rio y Chère Louise
- Historia de una revolución, de Robert Enrico

En 1982 fue galardonado con un Premio César honorífico.
Estuvo casado dos veces, la segunda de ellas con la actriz Simone Renant. Tuvo una hija, la directora teatral Ariane Mnouchkine. Alexandre Mnouchkine falleció en la comuna parisina de Neuilly-sur-Seine, Francia, en 1993. 